# Хушанг Эбтехадж
Амир Хушанг Эбтехадж (перс. امیر هوشنگ ابتهاج‎, известный под псевдонимом Х. А. Сайе, перс. ه. ا. سایه‎; 25 февраля 1928, Решт — 10 августа 2022, Кёльн, Северный Рейн-Вестфалия) — иранский поэт и исследователь. Он опубликовал свой первый труд под названием «Первые мелодии» в 1947 году. Среди других его работ можно отметить тасниф «Сепиде» («Иран, Дом надежды»). Он также имеет опыт работы на радио в программе «Гольха» и основал музыкальную программу «Гольчин Хафте».

## Жизнь
Амир Хушанг Эбтехадж родился 26 февраля 1928 года в Реште. Его отец Агахан Эбтехадж был одним из известных людей Решта и некоторое время возглавлял больницу «Пурсина» в этом городе.
Его дед, Ибрагим Эбтехадж-оль-Молк, был родом из Горгана, а его бабушка была уроженкой Решта. Его дед был ответственным работником таможенной службы, и был убит одним из дженгелийцев во время их оккупации Гиляна или, по другой версии, одним из местных фермеров.
Братья Эбтехадж, а именно Голамхосейн Эбтехадж, Абульхасан Эбтехадж и Ахмадали Эбтехадж, — дяди Амира Хушанга.
Начальное образование Хушанг Эбтехадж получил в Реште, а среднее образование — в Тегеране, за это время он опубликовал свой первый сборник стихов под названием «Первые мелодии».
В юности Эбтехадж влюбился в армянскую девушку по имени Галя, жившую в Реште, и эта его юношеская любовь легла в основу любовных стихов, которые он слагал в те дни. Позже, когда Иран погрузился в водоворот кровопролития, войны и кризисов, Эбтехадж написал стихотворение под названием «Давным-давно, Галя…», обращаясь к своим романтическим переживаниям посреди проблем политического характера.
В 1967 году он прочитал стихотворение у могилы Хафиза на Фестивале искусств в Ширазе, и иранский историк Бастани-Паризи в своем знаменитом травелоге («От Париза до Парижа») опишет благосклонное внимание слушателей и их взволнованность от декламации стихотворения «Сайе» (перс. тень). Он пишет, что никогда раньше не верил, что люди могут быть настолько взволнованы, услышав новое стихотворение.
Эбтехадж был руководителем программы «Гольха» на радио «Иран» с 1971 по 1977 год (после отставки Давуда Пирния) и основателем музыкальной программы «Гольчин Хафте». Ряд его газелей, таснифов и поэм в стиле Нимы Юшиджа были исполнены иранскими музыкантами, такими как Мохаммад Реза Шаджариан, Алиреза Эфтехари, Шахрам Назери, Хосейн Гавами и Мохаммад Исфахани. Памятный тасниф «О, где ты, пери?» и тасниф «Сепиде» («Иран, Дом надежды») — также произведения Сайе.
Сайе ушёл с радио после инцидента на площади Джале (8 сентября 1978 года) вместе с Мохаммадом Резой Лотфи, Мохаммадом Резой Шаджарианом и Хосейном Ализаде.
Некоторое время Эбтехадж работал генеральным директором Тегеранской государственной цементной компании.
Частный дом Сайе, который он построил сам, был зарегистрирован в Министерстве культурного наследия в 2008 году под названием «Пурпурный дом». Причиной такого наименования является знаменитое пурпурное дерево во дворе этого дома, о котором Сайе рассказал в своей знаменитой пурпурной поэме.
Одним из наиболее важных произведений Хушанга Эбтехаджа является его переработка газелей Хафиза, которая была впервые опубликована в 1993 году издательством «Карнаме» под названием «Хафиз стараниями Сайе» и была после переиздана с новыми поправками и исправлениями. Сайе провел много лет в исследовании творчества Хафиза, и эта книга является результатом всей этой тяжелой работы, которую Сайе во введении к книге посвящает своей жене.
1 октября 2016 года 23-я литературно-историческая премия доктора Махмуда Афшара Язди по решению членов отборочной делегации была вручена Хушангу Эбтехаджу в саду благотворительного фонда доктора Афшара.
В четверг, 4 октября 2018 года, на церемонии закрытия 6-го Международного фестиваля «Искусство во имя мира» Хушанг Эбтехадж и ещё трое деятелей искусства были награждены высшей медалью «Искусство во имя мира».

## Мировоззрение Хушанга Эбтехаджа
Хушанг Эбтехадж («Сайе»), хотя и родился в богатой и известной семье, но позже стал разделять воззрения масс, но он так и не стал их активным участником. Некоторые критики видят его тяготение к социализму и партии Туде как усиление поэтического аспекта его деятельности. Однако в более поздние годы он сочинял стихи на мистические, нравственные и молитвенные темы, обращенные к Богу, некоторые из этих стихотворений считаются близкими к стихам Хафиза с точки зрения лингвистического подхода.

## Партия Туде
В интервью журналу Мехрнаме в октябре 2013 года Эбтехадж рассказал о своих отношениях с коммунистической партией Туде (перс. «Народные массы»):
«Я не был членом партии Туде, но я всегда был социалистом, уважал членов партии, был их другом и разделял их убеждения».
В другой беседе он также говорил следующее:
«Я верю в теоретическую обоснованность социализма. Я все ещё верю, что у человечества нет другого пути, кроме социализма».

## Исключение из Союза писателей Ирана
В 1979 году совет секретарей Совета писателей Ирана, в состав которого входили Багер Пархам, Ахмад Шамлу, Мохсен Ялфани, Голамхосейн Саэди и Исмаил Хои, решил исключить из общества Хушанга Эбтехаджа, Бехазина, Сиаваша Касраи, Ферейдуна Тонекабани и Боруманд за нарушение програмы и устава Союза. Это решение было окончательно одобрено общим собранием Союза писателей Ирана, которое было проведено в чрезвычайном порядке, и привело к исключению всех элементов партии Туде, наряду с вышеназванными пятью, из Союза писателей Ирана.

## Особенности стихосложения
Голамхосейн Юсефи так говорит о стихотворениях Сайе: "В современной персидской лирике стихи Сайе относятся к числу прекрасных и читаемых произведений. Привлекательные и очаровательные темы, сравнения, метафоры и новые образы, беглый и ритмичный язык, хорошо составленный и гармонирующий с газелью, являются чертами его поэзии, а её тонкий социальный колорит напоминает приятный стиль Хафеза. Среди его выдающихся газелей: «Ад души», «Засада», «Цена крови», «Плач Л», «Глаз у окна ожидания» и «Другие роли».
Его стихи в новом стиле также наполнены свежей и новаторской темой, и поскольку красноречие языка и сила выражения Сайе согласуются с этой новаторской темой, это вылилось в благоприятный результат. Сам он считает, что для него суть поэзии — это эмоция.
В поэзии после Нимы Юшиджа в области сложения газелей появилось разделение в соответствии с поэтами, жившими и писавшими в то время, среди которых бросались в глаза имена таких деятелей, как Хушанг Эбтехадж, Манучехр Нистани, Хосейн Манзави, Мохаммадали Бахмани и Симин Бехбахани. Абдулали Дастгиб в критике Сайе во втором круге поэтов после Нимы Юшиджа; те, кто писал стихи в традиционном стиле и форе до приобщения к стилю Нимы, наряду с Ахмадом Шамлу, Ахваном Салесом и Сирусом Ниру и считают, что в первый круг поэтов входят в Таваллали, Шамс Лангруди, Манучехр Шейбани, Исмаил Шахруди и другие, и третий круг, в который вошли Сохраб Сепехри, Манучехр Аташи и другие.
"После сентября 1941 года эти две группы присоединились к Ниме в дополнение к третьей группе. Эта связь, конечно, не имела такого большого значения. То есть некоторые из этих поэтов в этот период внесли ряд нововведений, но кажется, что они неправильно поняли предложения Нимы, потому что мы видели, что они снова вернулись. Сайе находился под сильным влиянием Нимы, он написал интересные стихи в стиле Нимы, некоторые из которых до сих пор остаются в умах, но это длилось недолго. Он слагатель газелей. Но его преимущество, на мой взгляд, в том, что он умел создавать газели в новой свежей атмосфере. В сущности, он вдохнул новую жизнь в классическую и традиционную лирическую поэзию. В этом отношении он считается неоклассическим автором газелей.

## Работы
Вначале Сайе, как и Шахрияр, некоторое время пытался встать на путь слагания стихотворений в стиле Нимы, однако современное и социальное видение поэзии Нимы, особенно после сочинения стихотворения «Феникс», не соответствовало его натуре, которая в основе своей была лирической. Так он избрал свой путь, согласно которому он должен слагать газели.
В 1946 году Сайе издал сборник «Первые мелодии», в который вошли стихи в старинном стиле. В этот период он ещё не был знаком с Нимой Юшиджом. «Мираж» — его первый сборник в новом стиле, но форма осталась той же четырёхчастной с темой типа газели и выражением отдельных чувств и эмоций, эмоций настоящих и естественных. В сборник «Черная практика», хотя и он был издан после «Миража», вошли стихи поэта 1946—1950 годов. В этом сборнике Сайе опубликовал ряд своих газелей и продемонстрировал свои способности в сочинении газелей настолько, что можно утверждать, что некоторые из его газелей являются одними из лучших газелей того периода.
В следующих сборниках Сайе отказался от своих любовных стихов и обратился к поэзии социальной тематики в своей книге «Рассвет», которая является результатом лихорадочных лет вплоть до 1953 года. Сборник «Несколько страниц о Ялде» открыл новый яркий путь в современной поэзии. Среди примеров его работ можно указать на альбом «Чахаргах ва ногме афшари», выпущенный в 1976 году Интеллектуальным центром детей и подростков. В этом альбоме выдающиеся музыканты исполнили сольные и групповые композиции на иранских инструментах и иранский аваз для подростков, заинтересованных в исполнении, в образовательных целях. Это собрание было создано при содействии Камбиза Роушанравана.
После смерти Эхсана Табари весной 1989 года Сайе сложил эпитафию — маснави «История крови сердца» в память о нём. Песня "В этом доме " — одна из песен Хушанга Эбтехаджа.
В октябре 2016 года 23-я премия благотворительного фонда Афшара, которая проводилась в рамках деятельности фонда, была присуждена Хушангу Эбтехаджу. Помимо Сейеда Мостафы Мохаггега Дамада и Голама Али Хадада Аделя, на встрече присутствовали такие выдающиеся деятели культуры, такие как Мохаммад Реза Шафии Кадкани, Хасан Анвари, Фатолла Моджтабаи, Али Акбар Салехи, Сейед Реза Салехи Амири, Ахмад Масджед Джамеи, Абдульхосейн Мохтабад, Джале Амузегар и другие.

## Издание Мехрнаме
Эбтехадж в октябре 2013 года в интервью Мохаммаду Гучани, Мехди Язданихорраму и Алирезе Голами, которое было опубликовано в журнале Мехрнаме, сказал: «Я верю в теоретическую обоснованность социализма. Я все ещё верю, что у человечества нет другого пути, кроме социализма. Коммунизм — тоже далекий идеал. Коммунизм невозможен, пока, как говорится, не будет создан новый человек, чтобы каждый хотел и получал столько же, сколько трудится».
Мехрнаме заявляет, что это первая пресс-конференция Хушанга Эбтехаджа, данная какому-либо изданию.
В ходе этой беседе об Ахмаде Шамлу он выразился следующим образом: "Когда Шамлу умер, я плакал на его похоронах. Один из друзей сказал мне: «Сайе, ты плачешь?». Он думал, что я не должен плакать из-за Шамлу! Я ответил: «Что ты такое говоришь? По которому из моих товарищей я сочинил плач? Мехди Ахван, Шамлу, Касраи, Шахрияр? Боль от их отсутствия для меня так велика, что я вообще не могу подобрать слов».

## Воспоминания
Хушанг Эбтехадж в 2012 году в возрасте 85 лет описал свои воспоминания в беседе с Миладом Азими в книге «Пир-е Парнианандиш». В этой книге Хушанг Эбтехадж выражает свои идеи и мнения о многих известных деятелях музыки, поэзии и политики своего времени. В этой книге он подтверждает, что его освобождение из тюрьмы произошло в 1984 году, после письма Мохаммада Хосейна Шахрияра тогдашнему президенту Сейеду Али Хаменеи, в котором говорилось, что «когда Сайе был заключен в тюрьму, ангелы плакали на Божественном престоле». Через год после этого Эбтехадж был освобожден.
Сайе повествует о развлечениях периода его юности и молодости: «Было в принципе несколько вещей, ради которых я мог вытерпеть и забыть о любых несчастьях: первое — я ходил к Шахрияру, а второе — играл в бильярд. Иногда я играл в бильярд по четырнадцать часов в день. За игрой в бильярд я мог забыть о смерти матери. Забыть о любой неудаче. Когда я играл в бильярд, я как будто преображался. Как будто у меня отнимали разум и память. А я просто играл».